# Браумюллер, Люетта
Люетта Браумюллер (англ. Luetta Braumuller, полное имя Luetta Elmina Braumuller, урождённая Bumstead; 1856—1898) — американская художница и издатель.

## Биография
Родилась 4 декабря 1856 года в городе Монсон, штат Массачусетс, и была четвёртой из шести детей полковника Арнольда Бамстеда и его жены Эльмины Бамстед.
Проявив ранний интерес к искусству, она совершила несколько поездок в Европу для обучения: в 1880 году была в Берлине, в 1882 году — в Берлине, Париже и Севре, в 1889 году — в Дрездене и в 1890 году снова в Париже. Изучала рисунок и живопись, особенно живопись на фарфоре и стекле.
В Соединённых Штатах она преподавала керамическое искусство и в 1882 году издала справочник «Lessons in China Painting». Затем основала в 1887 году ежемесячный журнал The China Decorator, посвящённый искусству китайской живописи (роспись по фарфору). Став востребованным с момента первого выпуска, он имел большое распространение как в США, так и в Европе. Люетта Браумюллер заработала репутацию одного из экспертов страны в области современного фарфора и керамики, а её журнал вызвал всплеск интереса к росписи по фарфору в Соединённых Штатах.
Была замужем за Отто Браумюллером (1853—1934) — нью-йоркским производителем фортепиано; у них было двое детей — Герман и Берта.
Умерла 13 декабря 1898 года в Нью-Йорке. Была похоронена в Атланте, штат Джорджия, на кладбище Oakland Cemetery.
После смерти Люетты Браумюллер журнал продолжал выходить в течение года под руководством её мужа и сына. Затем он был продан издателю Джорджу Лонгу (George Thiell Long), чья жена, Аделаида Лонг (Adelaide Husted Long), стала его редактором. Журнал прекратил свою деятельность в середине 1901 года на фоне слухов о том, что он был продан Аделаиде Робино и её мужу, двумя годами ранее основавшим журнал Keramic Studio.